# Poppy Mercury
Poppy Mercury, née Poppy Yusfidawaty, née le 15 novembre 1972 à Bandung et morte le 28 août 1995 dans la même ville, était une chanteuse de rock, actrice et musicienne indonésienne, active dans les années 1990.

## La mort
Poppy Mercury a donné son dernier concert en direct le 2 août 1995 à Padang. Elle souffrait de problèmes de santé avant le concert, mais elle a accepté de le maintenir pour éviter de décevoir ceux qui avaient prévu d'y assister. Dans les jours qui ont suivi le concert, son état s’est rapidement détérioré. Le 25 août, elle a été admise à l'hôpital Hasan Sadikin de Bandung, avant de mourir le 28 août de complications liées à une gastrite, une bronchite et des rhumatismes. Elle a été enterrée au cimetière public de Sirna Raga à Bandung. Son décès survient la même année que celui de plusieurs autres jeunes artistes indonésiens, tels que Nike Ardilla et Abiem Ngesti.